# Kar'era Dimy Gorina
Kar'era Dimy Gorina (Карьера Димы Горина) è un film del 1961 diretto da Frunze Dovlatjan e Lev Solomonovič Mirskij.